# Karel Jozef de Graeve

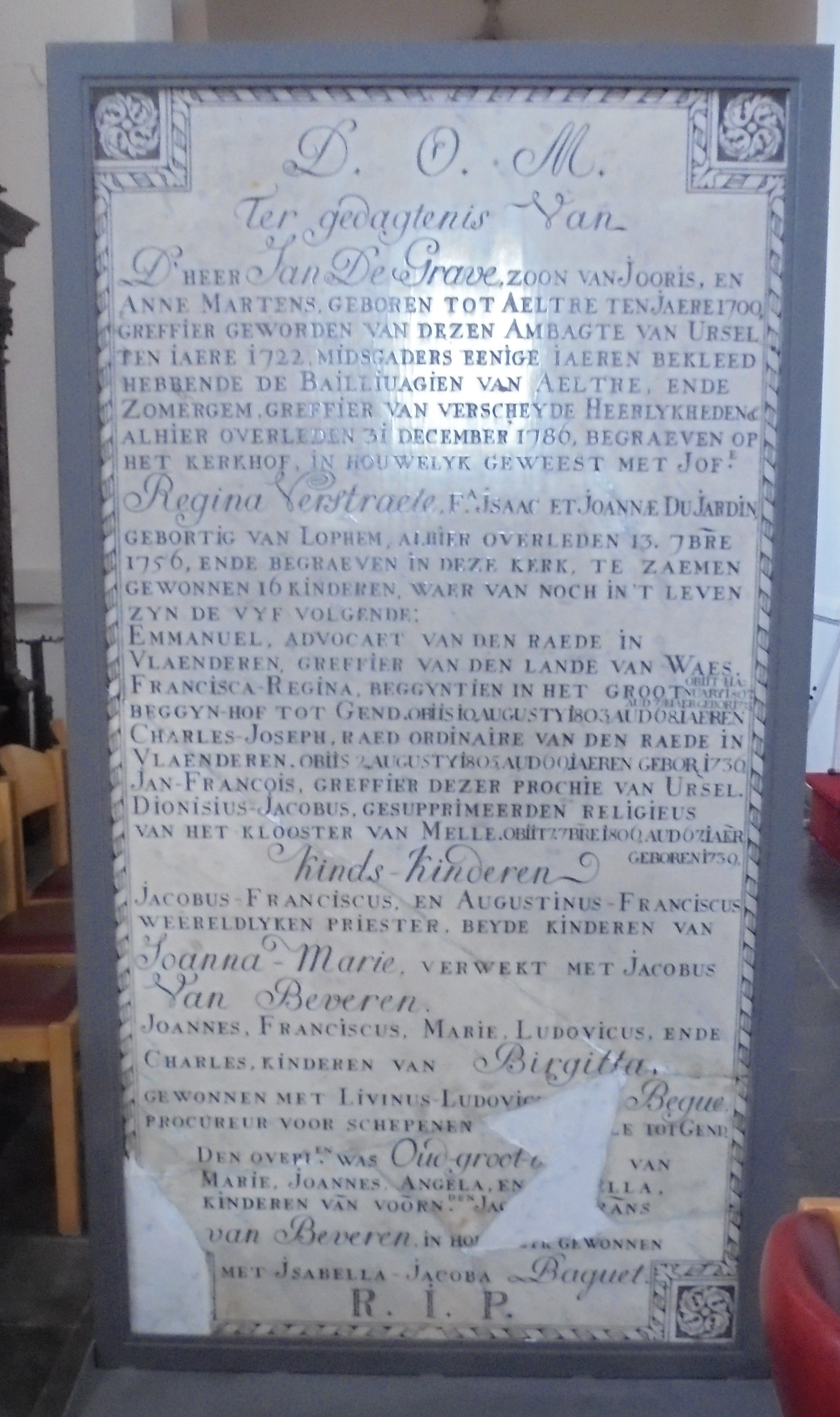
Hij staat vermeld op de grafsteen van zijn ouders in de Sint-Medarduskerk van Ursel.

Karel Jozef de Graeve (Ursel, 23 oktober 1731 - Sint-Denijs-Westrem, 2 augustus 1805) − sinds de Franse inval meestal geschreven als Charles-Joseph De Grave − was raadsheer in de Raad van Vlaanderen en auteur van juridische, ambtelijke en historische werken.

## Levensloop
Hij werd geboren in 1731 (volgens andere bronnen 1736) als zoon van de griffier van de parochie Ursel Jan de Graeve en Regina Verstraeten. Hij studeerde letteren, wijsbegeerte en rechten aan de universiteit van Leuven. Hij huwde in 1789, hij was toen al de vijftig voorbij, met Françoise Cathérine Kervyn de Oud Mooreghem (1744-1824), weduwe van de griffier van de Raad van Vlaanderen Jean-Pierre Zoetaert. Het huwelijk bleef kinderloos.
Hij werd in 1760 advocaat in Gent en was ook enkele tijd pensionaris bij de stad Brugge. In 1773 werd hij schepen van de Keure te Gent en legde zich vooral toe op de stadsfinancies. Hij werd hierdoor in Gent de tweede in bevel, naast voorschepen Jean Jacques Philippe Vilain XIIII.
In 1775 werd hij raadsheer in de Raad van Vlaanderen, het hof van beroep binnen het graafschap Vlaanderen. Het jaar daarop werd hij door de 'Jointe voor Besturen' in Brussel, een controleorgaan over de ondergeschikte besturen, aangesteld als regeringscommissaris voor de controle van financies en administratie van de stad Gent. In 1780 nam hij als commissaris ontslag en werd weer voltijds raadsheer in de Raad van Vlaanderen.
Hij schreef mee in 1787 aan een protest van de Staten van Vlaanderen tegen de voorgenomen hervormingen van keizer Jozef II.
Op 5 november 1789 stelde hij ten behoeve van de Raad van Vlaanderen een ontwerp van manifest op (geschreven in alexandrijnen) dat aan de Oostenrijkse regering, toen nog aanwezig in Brussel, moest worden overgemaakt. Maar enkele dagen later namen de patriotten Gent in en De Graeve werd tot lid benoemd van het 'Comité civil' dat de feitelijke macht over de stad uitoefende. De Staten van Vlaanderen stelden hem aan als hun voorlopige pensionaris, in vervanging van de keizersgezinde François d'Hoop.
Samen met Jan Jozef Raepsaet en (voor de vertaling in het Nederlands Maarten de Bast), was hij de auteur van het Manifest van de Provincie van Vlaanderen de onafhankelijkheidsverklaring van het graafschap Vlaanderen. Hij lag hierdoor mee aan de basis van de Verenigde Nederlandse Staten, die in 1790 een klein jaar bestaan hebben. Op 4 januari 1790 werd op het stadhuis van Gent de keizer als graaf van Vlaanderen plechtig afgezet. De Graeve werd aangesteld als een van de afgevaardigden van Vlaanderen bij het Soeverein Congres in Brussel, dat gedurende korte tijd door hem werd voorgezeten.
Bij de terugkeer van de Oostenrijkers in 1791 hield De Graeve zich op de achtergrond. Bij de eerste Franse inval in november 1792 werd hem een rol toebedeeld als voorzitter van de '49 burgers' die voorlopige revolutionaire representanten moesten aanduiden, maar weldra waren de Oostenrijkers daar terug. In het kader van de verzoening tussen pro- en anti-keizersgezinden, werd De Graeve in juni 1794 benoemd tot 'advocaat fiscaal' (soort procureur-generaal) van de Raad van Vlaanderen. Maar weldra waren de Fransen daar terug en in 1795 werd de Raad van Vlaanderen afgeschaft.
Van oktober 1794 tot februari 1795 was De Graeve, samen met andere Gentse prominenten, als gijzelaar opgesloten in Amiens, totdat de opgelegde 'speciale contributie' voldaan was.
De Graeve legde zich neer bij de politieke toestand en werd in 1797, als gematigd man, verkozen in de 'Conseil des Anciens' in Parijs, tegen de zin van de Gentse jakobijnen, zoals de fanatieke Grégoire Du Bosch (1765-1842). De Graeve bleef lid tot in 1800 en verbleef tijdens die periode hoofdzakelijk in Parijs. In Gent teruggekeerd werd hij voorzitter van de Algemene Raad van het Scheldedepartement. Hij overleed plots tijdens een zomerverblijf op het kasteel van de familie Kervyn de Oud Mooreghem in Sint-Denijs-Westrem.

## Publicatie
De Graeve was klaar met een 'historisch' werk, dat in 1806 postuum in drie delen werd uitgegeven door zijn vrienden onder de lange titel: République des Champs Elysées, ou Monde ancien, ouvrage dans lequel on démontre principalement: que les Champs élysées et l'enfer des anciens sont le nom d'une ancienne république d'hommes justes et religieux, située à l'extrémité septentrionale de la Gaule, et surtout dans les îles du Bas-Rhin (.....).
In dit boek probeerde hij aan te tonen dat de oorsprong van de westerse beschaving te vinden was in de Zuidelijke Nederlanden, meer bepaald in het graafschap Vlaanderen. Het werk, dat slecht verkocht en waarvan een aanzienlijk deel van de oplage in de Noordzee werd gedumpt, werd op grote kritiek, zo niet hoongelach onthaald. Terwijl Goswin de Stassart het een précieux foyer d'érudition noemde, boorde Frans Jozef Beyts het boek de grond in met zijn pamflet Extravagances et inepties du livre intitulé 'La République des Champs-Élysées'.
Aan De Graeve en zijn theorieën over Atlantis en de oudheid wijdde Hubert Lampo zijn boek Toen Herakles spitte en Kirke spon zijnde het verhaal van Charles-Joseph de Grave en zijn "Republique des Champs Elysées", waarin bewezen wordt dat Plato's Atlantis in de Nederlanden gelegen was. Ook Lampo's boek Hermione betrapt handelt over de Graeve, terwijl diens boek in Lampo's Terugkeer naar Atlantis vermeld wordt.
Iman Wilkens noemde in zijn boek Waar eens Troje lag de werken van Karel Jozef de Graeve als belangrijke bron voor zijn hypotheses.